# Sankt Georgen an der Stiefing
Sankt Georgen an der Stiefing è un comune austriaco di 1 502 abitanti nel distretto di Leibnitz, in Stiria; ha lo status di comune mercato (Marktgemeinde). Il 1º gennaio 2015 ha inglobato le località di Hart bei Wildon e Grundstück, già frazioni del comune soppresso di Stocking.